# Geranomyia vanduzeei
Geranomyia vanduzeei är en tvåvingeart som beskrevs av Alexander 1916. Geranomyia vanduzeei ingår i släktet Geranomyia och familjen småharkrankar. Inga underarter finns listade i Catalogue of Life.